# Pasta

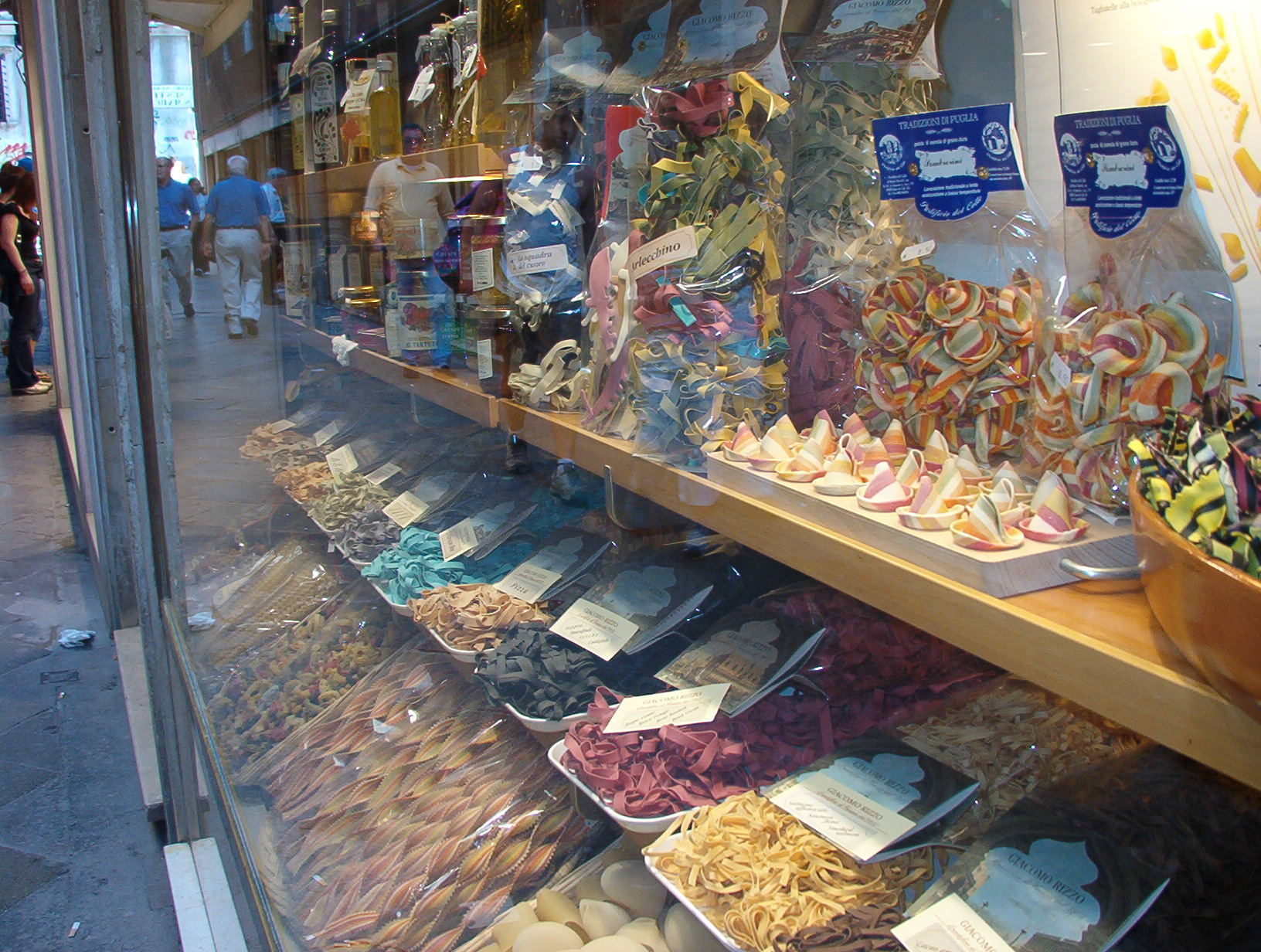
Skyltfönster med pasta.

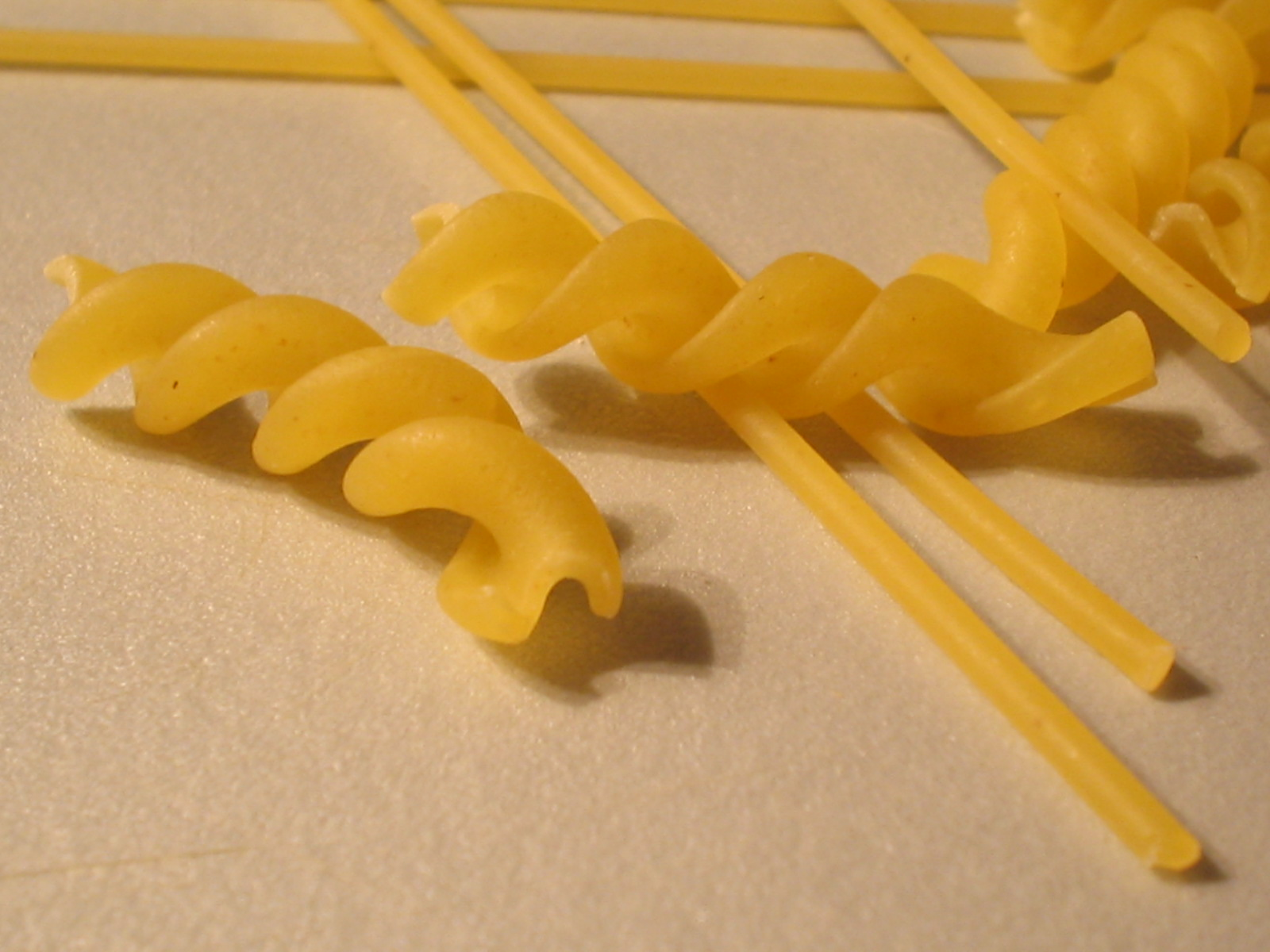
Spaghetti och fusilli (pastaskruvar).

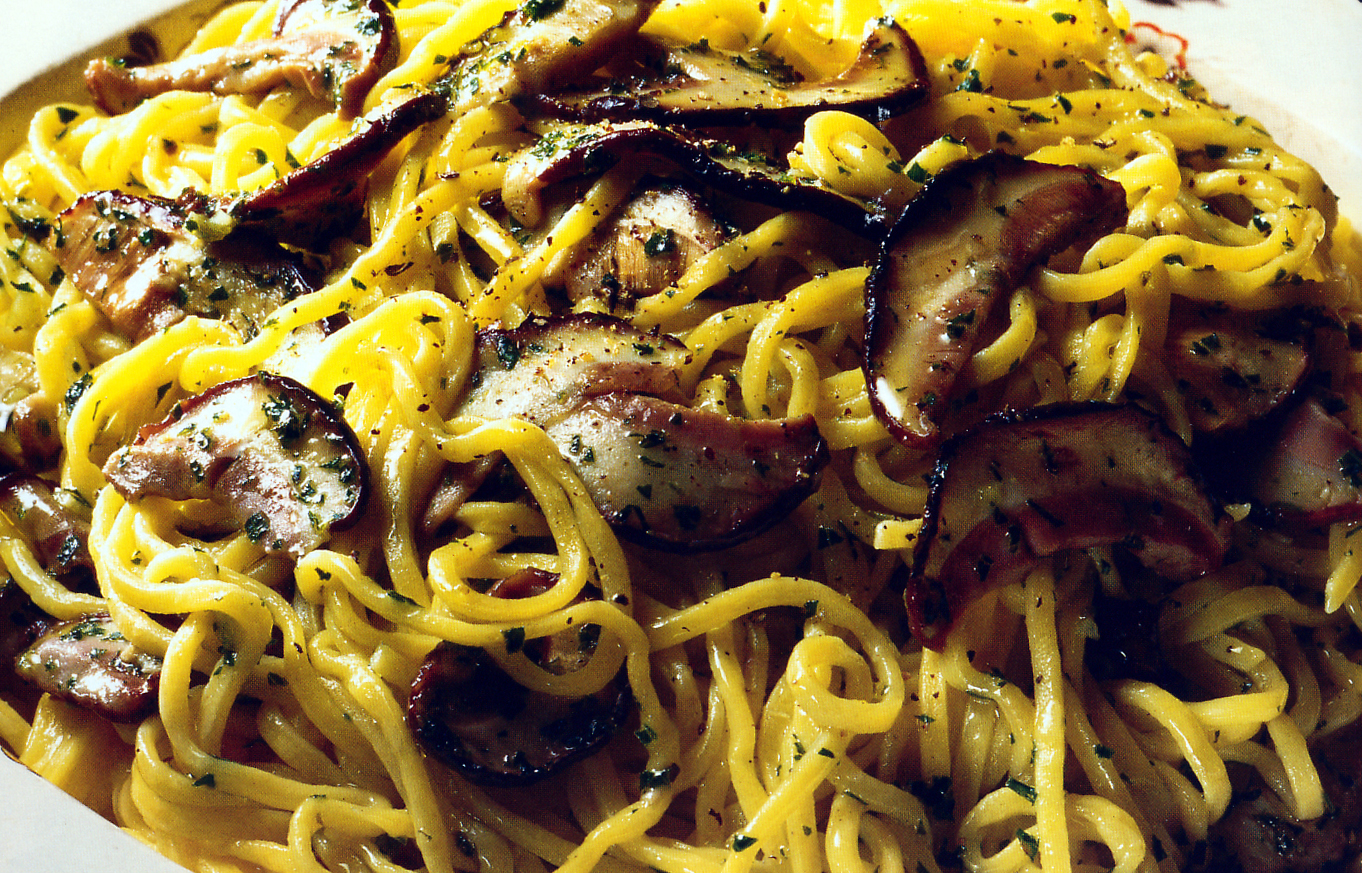
Färsk pasta.

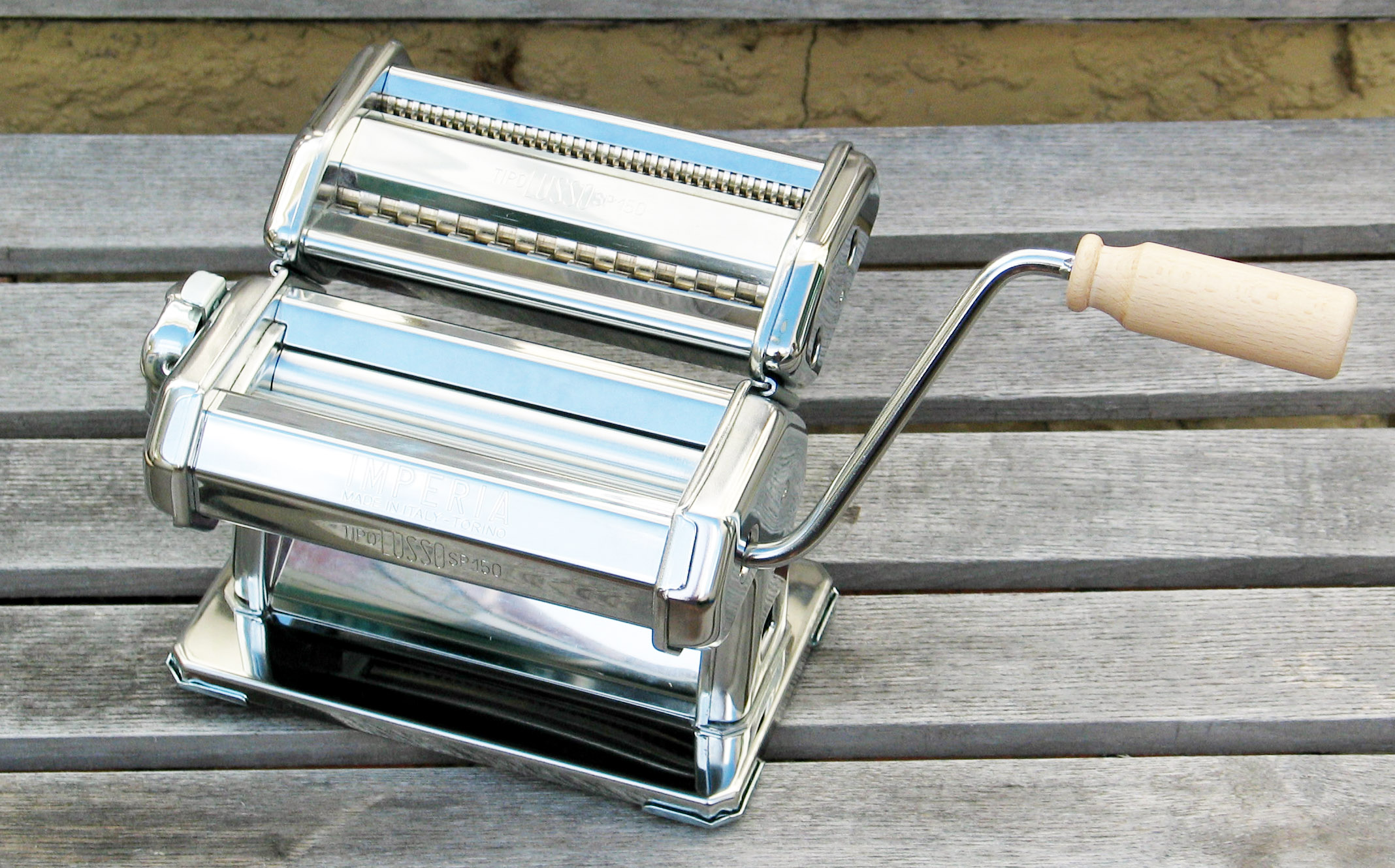
Liten pastamaskin som manglar pastaplattor (lasagneplattor) och skär tagliatelle.

Pasta (ungefär deg, gröt) är samlingsnamnet på produkter som makaroner, spagetti och liknande. Pasta finns både som färsk och torkad samt med och utan ägg. I väst görs pasta vanligen på durumvetemjöl, medan i öst är det vetemjöl med lägre glutenhalt som används. Det finns även fullkornspasta i handeln. I glutenfri pasta ersätts vetet bland annat med bovete eller majsmjöl. Under 2000-talet finns över 600 pastasorter i världen.

## Ursprung
Pastans ursprung är osäkert. Kineserna har hävdat att Marco Polo tog med sig pasta till Italien från Kina, men perserna hävdar att den sassanidiske kungen Khosrau I uppfann pasta under en viltjakt.
Det finns även tecken på att kineserna skulle ha hunnit uppfinna pasta kring år 2 000 f.Kr. Arkeologen Lu Houyan från den kinesiska vetenskapsakademin i Peking har i nordvästra Kina funnit en skål med krusig spaghetti som fastslagits vara 4 000 år gammal, 2 000 år äldre än de hittills äldsta referenser man har till spaghetti. Analyser av fyndet har visat att det inte var framställt av vete eller ris, utan av två slags hirs. Vete kom till Kina först tusen år senare.
Pasta fanns också i Medelhavsområdet under antiken.

## Sverige
I Sverige förekommer torkad pasta med såväl durumvete som vetemjöl. Särskilt färsk pasta brukar även innehålla ägg.
Pasta började konsumeras i Sverige under 1500- eller 1600-talet. Eftersom vete var svårodlat i norr var pasta lyxmat som först nådde hovet och i allmänhet bara förtärdes vid festliga tillfällen. Under 1930-talet började Sverige på allvar att tillverka pasta industriellt, något man tidigare mest hade importerat. Åtminstone fram till mitten av 1900-talet kallades all pasta i Sverige för makaroner eller makaroni. Under 1930-talet lanserade KF onsdagen som pastadag, då man skulle äta pasta, och kallade den makaronsdag. Kampanjen pågick i omkring 30 år. Under 1950-talet blev idealmakaroner standardpasta. Därefter började makaroner syfta på just idealmakaroner och under följande decennier etablerades pasta långsamt som samlingsnamn. Från 1960-talet blev pasta allt vanligare bland svenskar, särskilt som den gick snabbare att tillaga än potatisen. 1961 lanserades snabbmakaroner. Särskilt under 1980-talet blev det populärt med olika pastasorter med anledning av att Italien vann fotbolls-VM 1982 och svenskarnas ökade intresse för Italien som semesterland. 1986 skrev Lasse Holm hitlåten Cannelloni, macaroni med bland annat olika pastasorter i texten.

## Vanliga pastasorter
Man skiljer framförallt mellan torkad pasta (pasta secca) och färsk pasta (pasta fresca), men även efter utformning:
- bucati – spiralformade rör.
- bucatini - ser ut som spagetti fast tjockare (med en diameter på cirka 3 mm) och ihåliga.[6]
- cannelloni – stor, cylinderformad pasta, som kan fyllas med till exempel köttfärsstuvning, spenat eller bacon.
- castellani – är inspirerad av medeltida hovdamers kjolar och uppfanns 1987 av Carlo Mori.[7]
- farfalle (fjäril) – fyrkantiga pastabitar i mitten hopklämda till veckad, fjärilslik form.
- fettuccine (även kallat bandpasta eller bandspagetti) – långa som spaghetti men platta till formen, motsvarande nudlar. Ordet förekommer mest i Italiens norra delar. Se tagliatelle nedan.
- fusilli (spiraler) – korta och formade som enkel- eller dubbelspiral. Pastasorten har fått namn av de spolar som man brukade linda upp ulltråden på.[8]
- gnocchi (benknotor) – ovala pastaklimpar gjorda med potatis eller mannagryn (semolina) i degen som påminner om kroppkakor eller knödel. Det avser även små knubbiga pastasnäckor med inspiration från potatisprodukten[9].
- lasagna – en vit eller grön pastaplatta. När flera plattor läggs samman i en maträtt blir det en lasagne.
- linguine – platt som fettuccine men smal som spaghetti. Oftast fullkornsvarianter.
- maccheroni/maccaroni (makaroner) – korta eller långa rör; de korta kan vara lätt krökta.
- paglia e fieno (halm och hö) – en blandning av gulvit och grön spaghetti.
- papardelle – breda tagliatelle.
- penne – rör, grova som fingrar, snett avskurna; penne = fjäderpenna.
- penne rigate – räfflade penne. Regionalt i Italien kallas den även spole (som betyder "spolar") och maltagliati (som betyder "dåligt skurna").[10]
- ravioli – pastakuddar med varierande fyllning, exempelvis köttfärs och tomatsås.
- spagetti – långa pastatrådar.
- strozzapreti – präststrypare, korta tvinnade smala plattor.
- tagliatelle – samma som fettucine; ordet förekommer mest i södra Italien. Enligt en legend blev en hovkock inspirerad av Lucrezia Borgias långa hår och skapade pastan till hennes giftermål med Alfonso I av Este 1501.[11]
- tajarin – extra äggrik tagliatelle; ordet är piemontesiska för tagliatelle och äts speciellt tillsammans med vit tryffel.
- tortellini – små pastahattar, fyllda med ingredienser som ost, spenat eller kött.
- tortelloni – detsamma som tortellini, men större.

De flesta pastasorter finns både med (pasta all'uovo) och utan ägg. Det traditionella sättet att göra en pastadeg är dock att göra ett "berg" av finmalet mjöl, göra en grop och däri knäcka ett (eller flera – beroende på mängden mjöl) ägg. Lite salt och olivolja tillsättes. Degen knådas jämn.

### Färgad pasta
Vanlig pasta har en gräddvit till lätt gulaktig färg. Olikfärgad pasta fås genom inblandning av (företrädesvis) naturliga födoämnen i degen. 
- Grönt – spenat eller basilika
- Rött – rödbeta eller tomatpuré
- Svart – sepia från bläckfiskar
- Orange – morot
- Brunt – kakao
- Gult – saffran eller curry